# くるま宿
『くるま宿』（くるまやど）は、松本清張の短編小説。『富士』1951年12月号に掲載され、1959年10月に短編集『刃傷』収録の1作として、東都書房から刊行された。
1960年・1968年にテレビドラマ化されている。

## あらすじ
明治9年の初秋のこと、東京・柳橋に近い人力車の俥宿「相模屋」に、吉兵衛と名乗る年配の男が来て、病気の娘を抱えて困っているからぜひ俥挽きとして働かせてくれと頼み、親方の清五郎は雇うことを承知した。吉兵衛は修行期間に耐え、「あの年寄りがよくやる」と、親方も若い朋輩の車夫も感心するようになった。
相模屋の得意先の料亭「竹卯」が戸を閉めようとした晩、外から「越後屋の旦那に急用があるから、ちょっと開けておくんなさい」と云う者がいて女中が戸を開けると、刀を持った士族グループが奥座敷に乱入、女中が相模屋に助けを求めると、吉兵衛は立ち上がり、独りで士族全員を取り押さえた。竹卯の女将と越後屋の旦那はそれぞれ、肉体労働のひどい俥挽きをやめて自分のもとで働かないかと吉兵衛に申し出たが、吉兵衛は頑固に断った。
相模屋の若い俥挽きの辰造は、お抱え車夫の人力車に突っかけられたが、車夫は謝るどころか侮蔑しせせら笑ったので、再度遭遇した際に辰造はその車夫を殴りつけた。二、三日後、俥挽きの名指しを受けた辰造は仕返しに遭うが、そのお抱え車夫の雇い主は太政官五等出仕の久能孝敏であった。その後も相模屋の俥挽きに対する暴行が相次いだので、相模屋の俥挽きは久能の屋敷に掛けあおうとし、吉兵衛も同行する。久能は留守で友人の梅岡が応対するものの、一触即発となった時、吉兵衛が声を発し、その顔に眼を注いだ梅岡の表情は一変する。
その翌日、久能が相模屋を訪問し無調法を謝罪、親方の清五郎は吉兵衛の正体およびその過去を知ることになる。

## エピソード
- 『富士』（『キング』）編集長の経歴を持つ萱原宏一は、長谷川伸が「「西郷札」はなかなか見どころのある小説だから、萱原君に一読するように伝えてくれ」と言ったというので、読んだところ、「菊池寛に似ていると思った。『啓吉物語』や『忠直卿行状記』の頃の菊池先生が、いきなり目の前に現われたような驚きを感じた」とし、歴史小説の読み切りを依頼、本作が書かれたと回顧している[1]。
- 著者は「「西郷札」を読んだ編集長が、小倉にいる私に手紙をくれたのだが、依頼原稿の第一号である」と述べている[2]。

## テレビドラマ

### 1960年版
1960年2月28日、KRテレビの「東芝日曜劇場」枠（21:15-22:15）にて放映。
キャスト
- 市川段四郎
- 伊志井寛
- 河内桃子
- 京塚昌子
- 広岡三栄子
- 三島謙

スタッフ
- 脚本：杉浦久
- 制作：KRテレビ

### 1968年版
1968年4月21日、TBSテレビ系列の「東芝日曜劇場」枠（21:30-22:30）にて放映。
キャスト
- 吉兵衛：山村聡
- お蝶：淡島千景（車引きの帳場のおかみ。オリジナルキャラクター）
- 千恵：二木てるみ
- 久能孝敏：長谷川明男
- 梅岡善行：蜷川幸雄
- 榎本武揚：神田隆
- 青地：中村梅之助
- 越後屋：美川陽一郎
- 大沢真吾、森田昌宏、山岡徹也、嵐圭史、内村健治、杉本敏男、佐田慧亮、石山律、真木みつ男、藤代佳子、水谷実子、森山周一郎、寺島信子、三好美智子

スタッフ
- 脚本：辻久一
- プロデューサー：石井ふく子
- 演出：山本和夫
- 撮影技術：星忠
- カメラ：中嶋靖人
- 照明：木村和夫
- 音声：原静男
- 衣裳：稲毛田みちほ
- 化粧：小松英子
- 制作：TBSテレビ